# Benigànim
Benigànim (spanisch Benigánim) ist eine Gemeinde mit 5.695 Einwohnern (Stand: 2024) in der spanischen Provinz Valencia. Sie befindet sich in der Comarca Vall d’Albaida. 

## Geografie
Benigànim liegt etwa 70 Kilometer südsüdwestlich von Valencia in einer Höhe von ca. 150 m. Am Westrand der Gemeinde fließt der Ríu Albaida entlang.

## Demografie
| 1842 | 1900 | 1930 | 1950 | 1960 | 1970 | 1981 | 1991 | 2001 | 2011 | 2021 |
| ---- | ---- | ---- | ---- | ---- | ---- | ---- | ---- | ---- | ---- | ---- |
| 2318 | 3537 | 3785 | 3590 | 4021 | 4468 | 5074 | 5326 | 5572 | 6302 | 5742 |

## Wirtschaft
Neben der landwirtschaftlichen Nutzung der Flächen um Albaida ist die Textilindustrie ein wichtiger Arbeitgeber in Albaida.

## Sehenswürdigkeiten
- Michaeliskirche (Iglesia de San Miguel Arcángel)
- Kloster (Monestir de la Puríssima i de la Beata Agnès de Benigànim)
- Antoniuskapelle

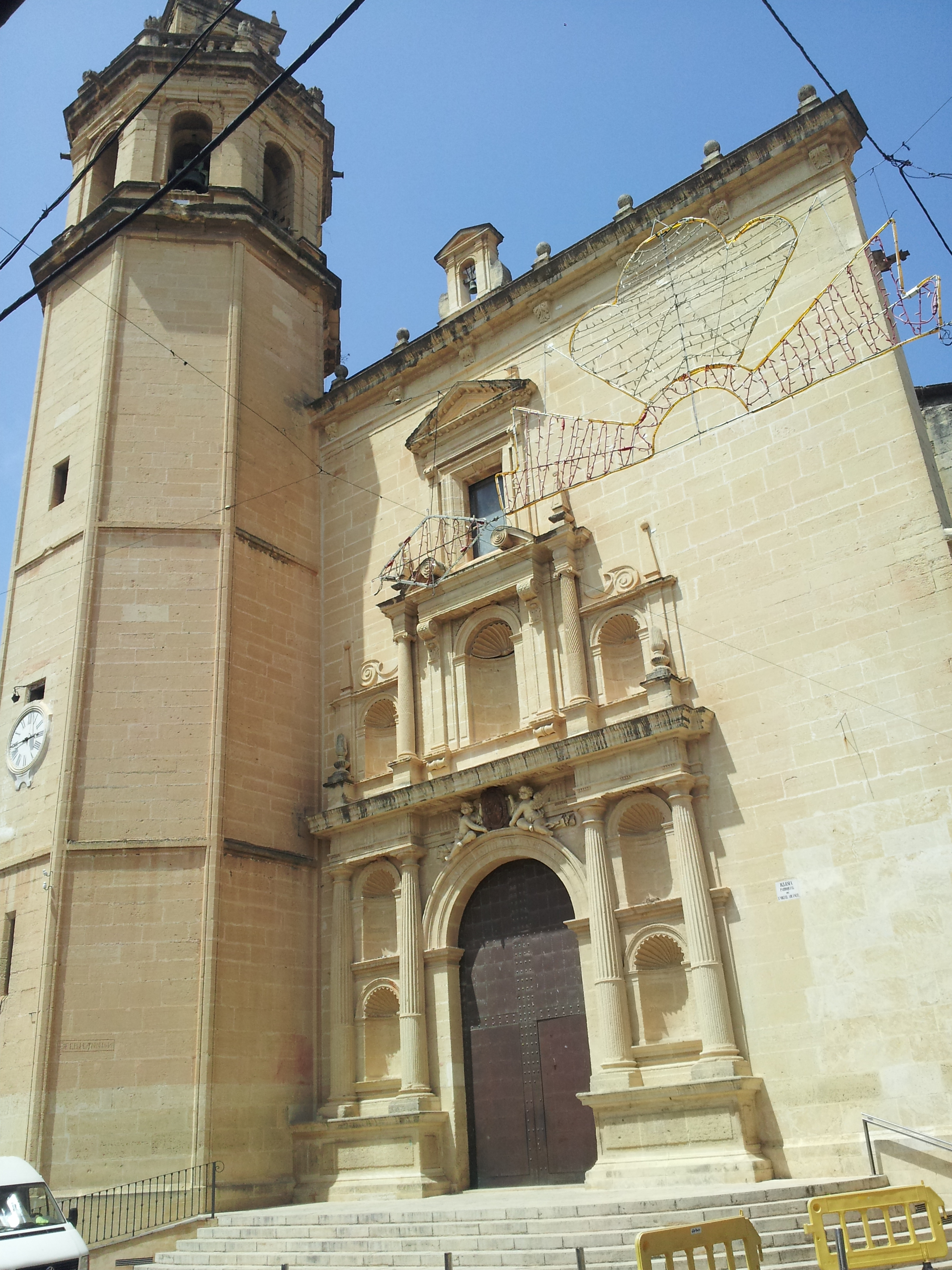
Michaeliskirche
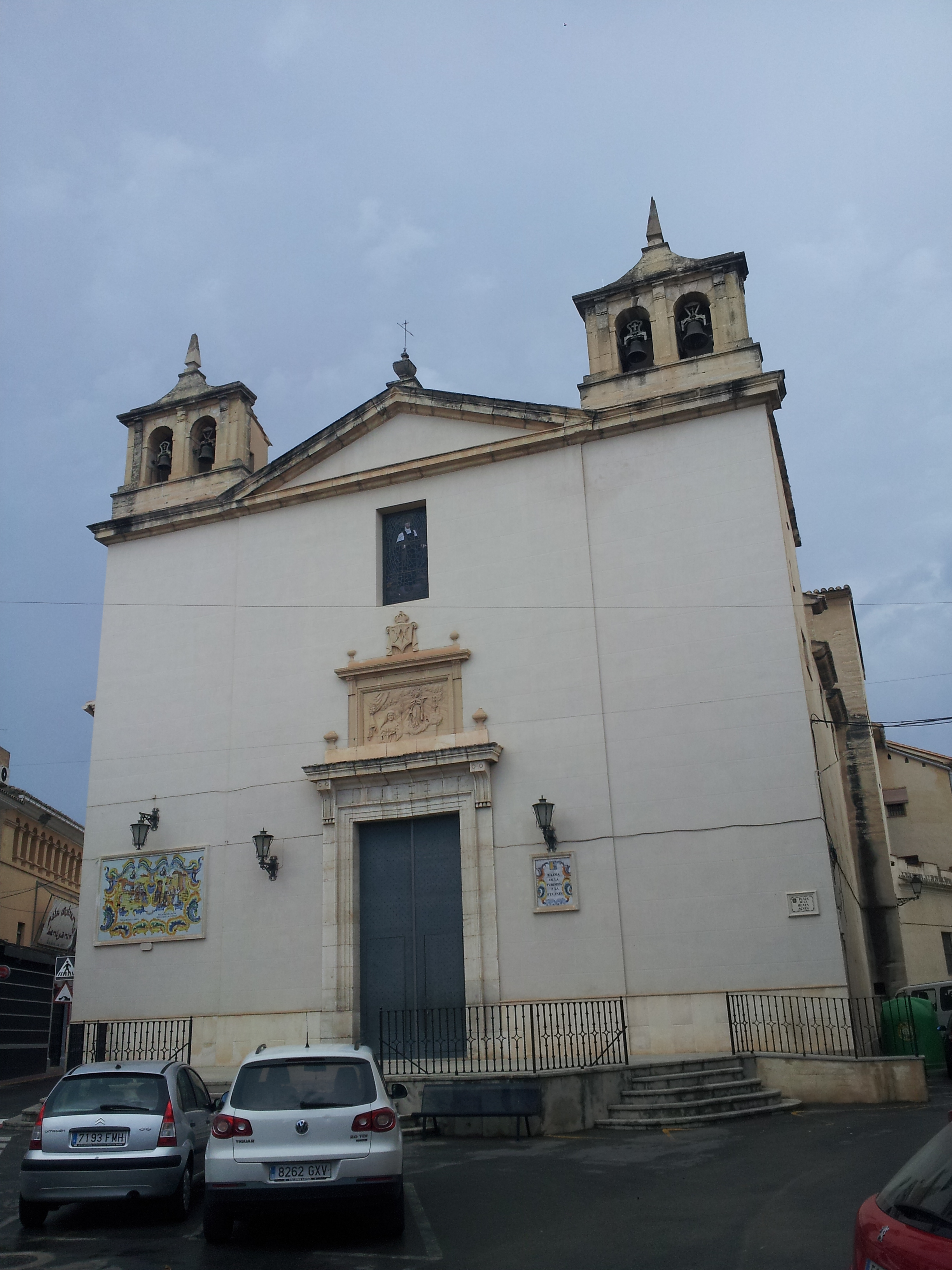
Kloster
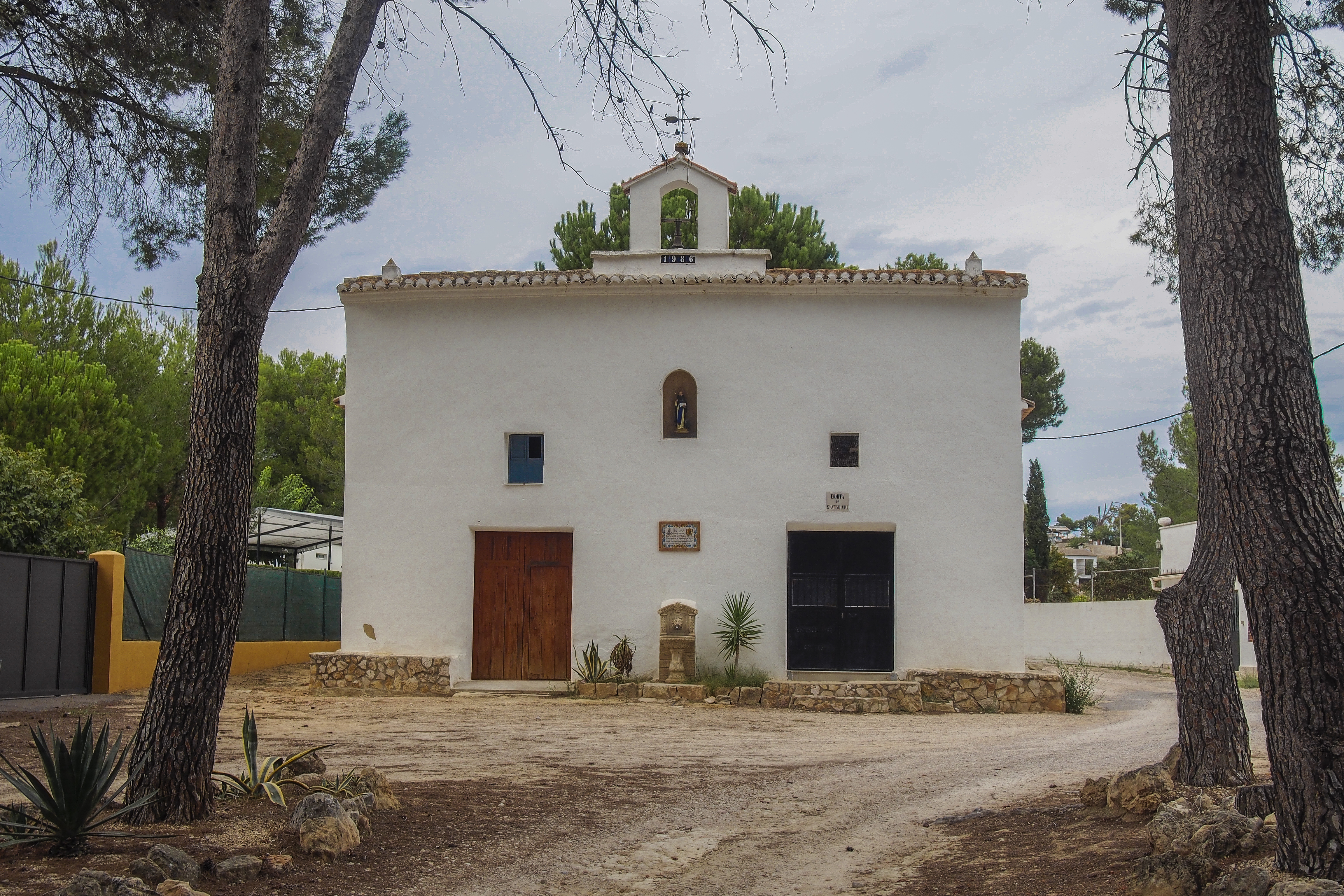
Antoniuskapelle
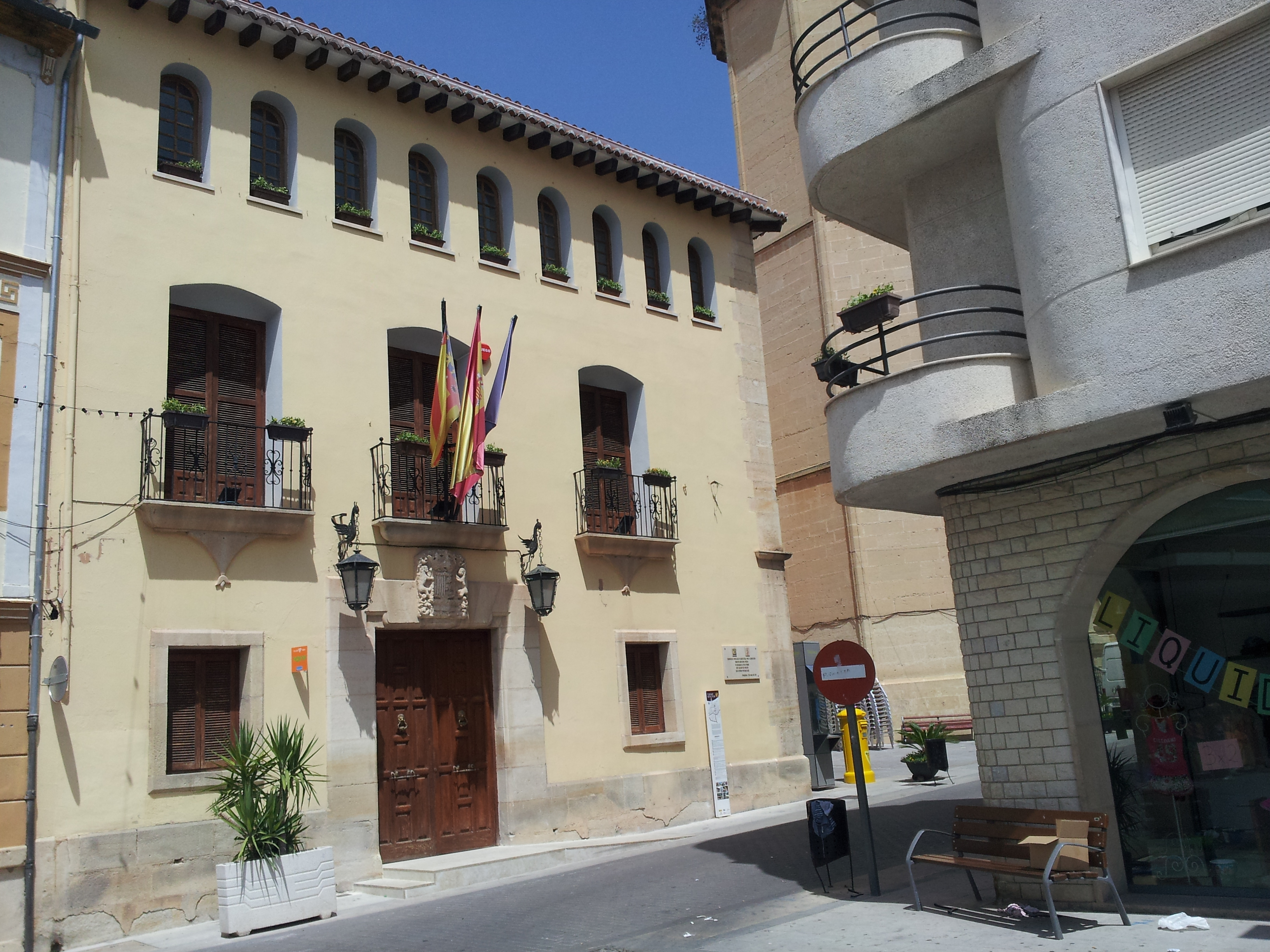
Rathaus

## Persönlichkeiten
- Antonio Gomar y Gomar (1853–1911), Maler
- Inés de Benigánim (1625–1696), Augustinernonne, Heilige der katholischen Kirche
- Alba Teruel Ribes (* 1996), Radrennfahrerin

## Städtepartnerschaften
Mit der französischen Gemeinde Châtenoy-le-Royal im Département Saône-et-Loire (Region Bourgogne-Franche-Comté)
besteht eine Gemeindepartnerschaft.